# Майзас (приток Тары)
Майзас — река в России, протекает по территории Кыштовского района Новосибирской области. Устье реки находится в 383 км по правому берегу реки Тары. Длина реки — 168 км, площадь водосборного бассейна — 1490 км².

## Данные водного реестра
По данным государственного водного реестра России относится к Иртышскому бассейновому округу, водохозяйственный участок реки — Иртыш от впадения реки Омь до впадения реки Ишим, без реки Оша, речной подбассейн реки — бассейны притоков Иртыша до впадения Ишима. Речной бассейн реки — Иртыш.
Код объекта в государственном водном реестре — 14010100312115300005655.